# 尿震
尿震，民間又稱之為尿搖頭，指小便後身體不由自主地震顫，但這個現象通常不被認為是疾病；男性發生尿震的現象比例比女性高。

## 原因
引發尿震的原因尚不太清楚，但一般的解釋有三個：
- 排尿令身體突然失去大量熱量引起寒顫、
- 排尿刺激陰莖末端的神經而引起神經系統的反射、
- 副交感神經的反射。